# 汉斯·诺瓦克
汉斯·诺瓦克（德語：Hans Nowak，1937年8月9日—2012年7月19日），德国前男子足球运动员，场上位置是后卫。他曾代表西德国家队参加1962年国际足联世界杯，结果队伍止步八强。